# パームデールの戦い
パームデールの戦い（パームデールのたたかい、英: Battle of Palmdale）は、1956年にアメリカ合衆国で発生した無人航空機の暴走、およびその後の撃墜の試みに関する一連の出来事である。
1956年8月、暴走した無人機を撃墜するため、アメリカ空軍所属の邀撃機がカリフォルニア州南部の上空に展開した。無人機はミサイル試験の標的機として使うためにポイント・マグー海軍航空基地から無線操縦により離陸したが、直後に操縦に反応しなくなり、無制御のまま飛行し続けた。オックスナード空軍基地を出撃した邀撃機は、すぐに無人機を捕捉し、搭載したロケット弾を全弾使用したが、これの撃墜に失敗した。無人機は燃料が切れた後、人口の少ない砂漠地帯に墜落した。
無人機に向けて発射されたロケット弾は流れ弾となって地上に落下し、面積にして1,000エーカー以上が炎上し、多くの地所/建造物が損害を受けるか破壊された。

## 背景

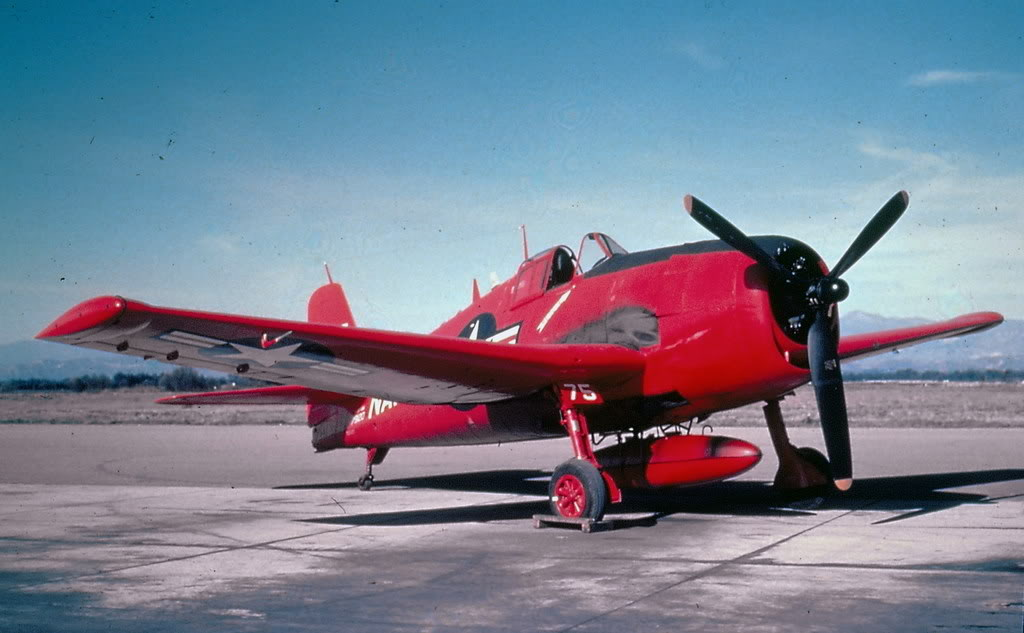
F6F-5K無人機

1950年代中頃、アメリカ海軍は艦船および施設の防衛のため、地対空/空対空ミサイルの開発を行っていた。当時試験されていたミサイルとしては、AIM-7スパローやAAM-N-10イーグルなどがある。ミサイルの能力を確認する際には無人標的機が使用された。グラマンF6F-5K"ヘルキャット"は、こうした用途に使われていた無人機のひとつだった。
同時期、空軍においてはソビエト連邦の戦略爆撃機（Tu-16や新型のM-4など）からいかにして国土を防衛するべきかが議論されていた。1956年の時点で、空軍が第一線に配備した最新鋭の邀撃機は、重武装のノースロップF-89Dスコーピオン戦闘機であった。空軍では30個の現役部隊、空軍州兵では7個の邀撃機飛行隊にて運用されており、アラスカからニューヨークまでの各地域にF-89Dが配備されていた。

## 事件
1956年8月16日朝、ポイント・マグー海軍航空基地にて、視認性の高い赤色に塗装されたF6F-5K無人機が、海軍による最後の任務のために準備されていた。11時34分、無人機は離陸し、無線操縦によって太平洋上のミサイル試験空域に向かった。しかし、その後しばらくして無人機は操縦を受け付けなくなり、暴走状態に陥ったと判断された。
操縦手らは無人機が上昇しつつ緩やかに左へと曲がり、ロサンゼルス市のある南東へと向かうのを目撃していた。海軍には無人機の追跡に適した航空機がなかったため、5マイル (8.0 km)北のオックスナード空軍基地に連絡した。直ちに第437戦闘迎撃飛行隊所属のF-89D戦闘機2機が出撃した。1機目には飛行士ハンス・アインシュタイン（Hans Einstein）およびレーダー手C・D・マレー（C. D. Murray）の両中尉、2機目には飛行士リチャード・ハリマン（Richard Hurliman）とレーダー手ウォルター・ヘール（Walter Hale）の両中尉がそれぞれ搭乗していた。両機はアフターバーナーを全開にして北へと飛行し、無人機をロサンゼルス北西上空30,000フィート (9,100 m)で捕捉した。無人機は南西へと進路を変え、ロサンゼルス通過後、再び北西へと進路を変えた。無人機がサンタ・ポーラ上空でゆっくりと旋回し始めると、F-89D戦闘機のパイロットらはMk4 "マイティ・マウス"2.75インチロケット弾での攻撃を行うべく、無人機が人口の少ない地域まで移動するのを待った。

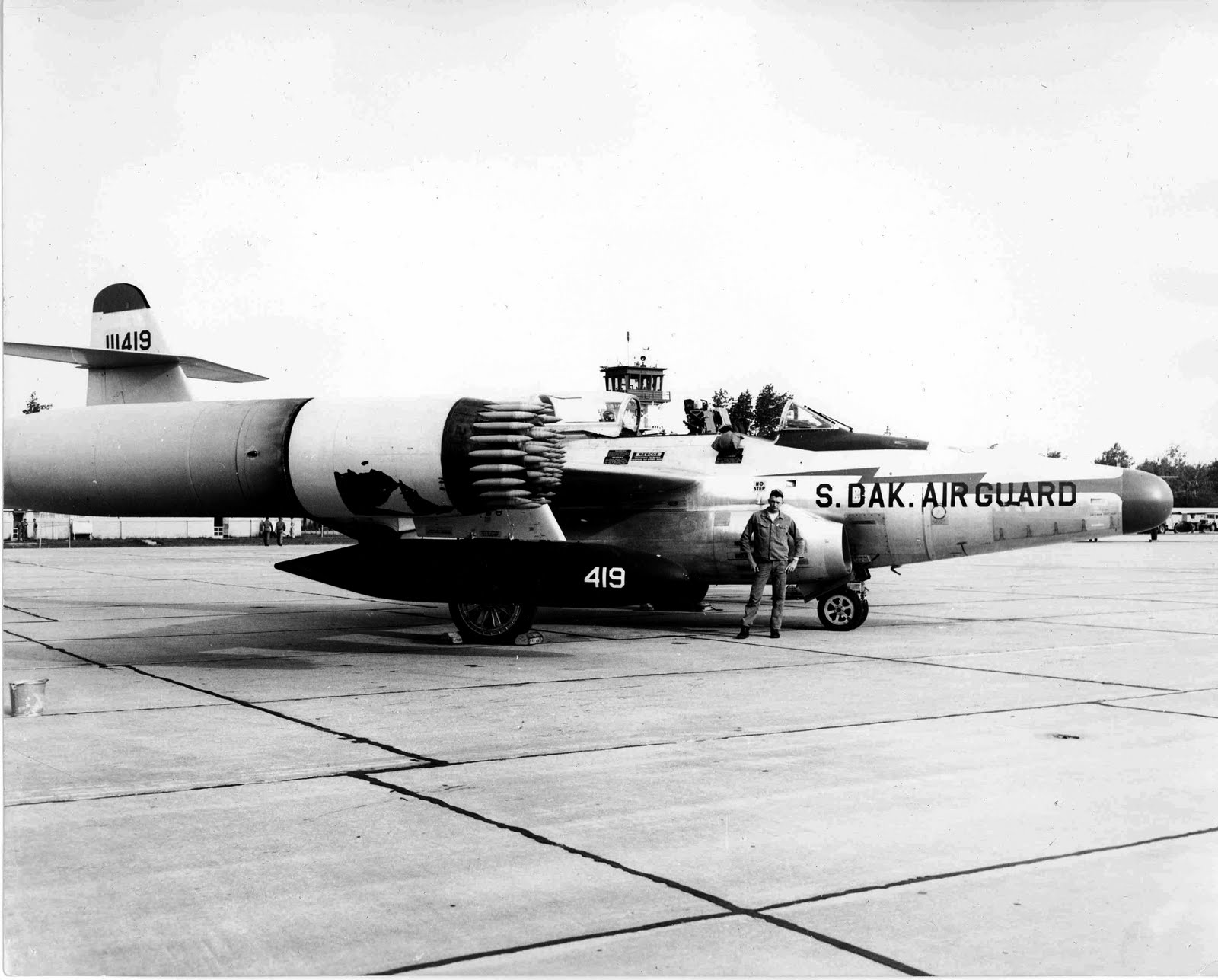
ロケットを搭載したF-89D戦闘機。第114要撃戦闘機群所属機（1958年）

戦闘機乗員らは攻撃手段についての議論を交わした。彼らのF-89Dには新型のヒューズ製E-6火器管制システム、AN/APG-40レーダー、攻撃計画コンピュータが搭載されており、無誘導ロケット弾を自動モードで発射するにあたって2つの選択肢があった。すなわち、対象の後方に付き追尾する形で発射するか、対象の進路に対し直角に侵入し真横から発射するかである。議論の末、無人機は旋回し続けていたため、後者が適していると判断された。北西へと旋回してからまもなくして、無人機はフィルモアおよびフレイザー・パーク上空を通過し、ほぼ無人のアンテロープ・バレー西部上空に侵入した。F-89D戦闘機は自動モードでの射撃を複数回試みたものの、火器管制システム設計上の不備のため、ロケット弾の発射には失敗した。
直後、無人機は再び進路を変え、ロサンゼルスへと引き返し始めた。アインシュタインとハリマンは故障した自動モードでの射撃を断念し、手動モードへの切り替えを余儀なくされた。元々、F-89D戦闘機は照準器を装備していたが、彼らの乗機からはE-6火器管制システムを搭載するにあたって取り外されていた。レーダー誘導システムが故障した状況下にあって、彼らは照準器を使うこともできないまま、無誘導のロケット弾の射撃を行わねばならなかった。F-89D戦闘機は104発のロケットを1度に発射することが可能で、全弾発射に要する時間はわずか0.4秒であった。また、2つの異なるパターンでリップル射撃を行うこともできた。2リップル（62発/42発）または3リップル（42発/32発/30発）である。1発でも命中すれば対象を撃墜することが可能と考えられた。マレーとヘールはインターバロメータを調整し、射撃パターンを3リップルに設定した。
無人機がキャスティーク上空を飛行している最中、最初の戦闘機が42発のロケットを発射したが、命中弾はなかった。2機目も続いて攻撃位置について42発を発射した。この時には数発が無人機の下部をかすったものの、爆発は起きなかった。ニューホール付近で2機の戦闘機は再度攻撃を試み、合計64発のロケット弾が発射されたものの、命中弾はなかった。2機の乗員はインターバロメータを再調整し、無人機が北東に進路を変え、パームデールの街へと向かおうとしたところで最後の攻撃を行った。しかし、合計60発のロケット弾は1発も命中しなかった。この事件で空軍は合計208発のロケットを発射したものの、F6F-5K無人機を撃墜することができなかった。

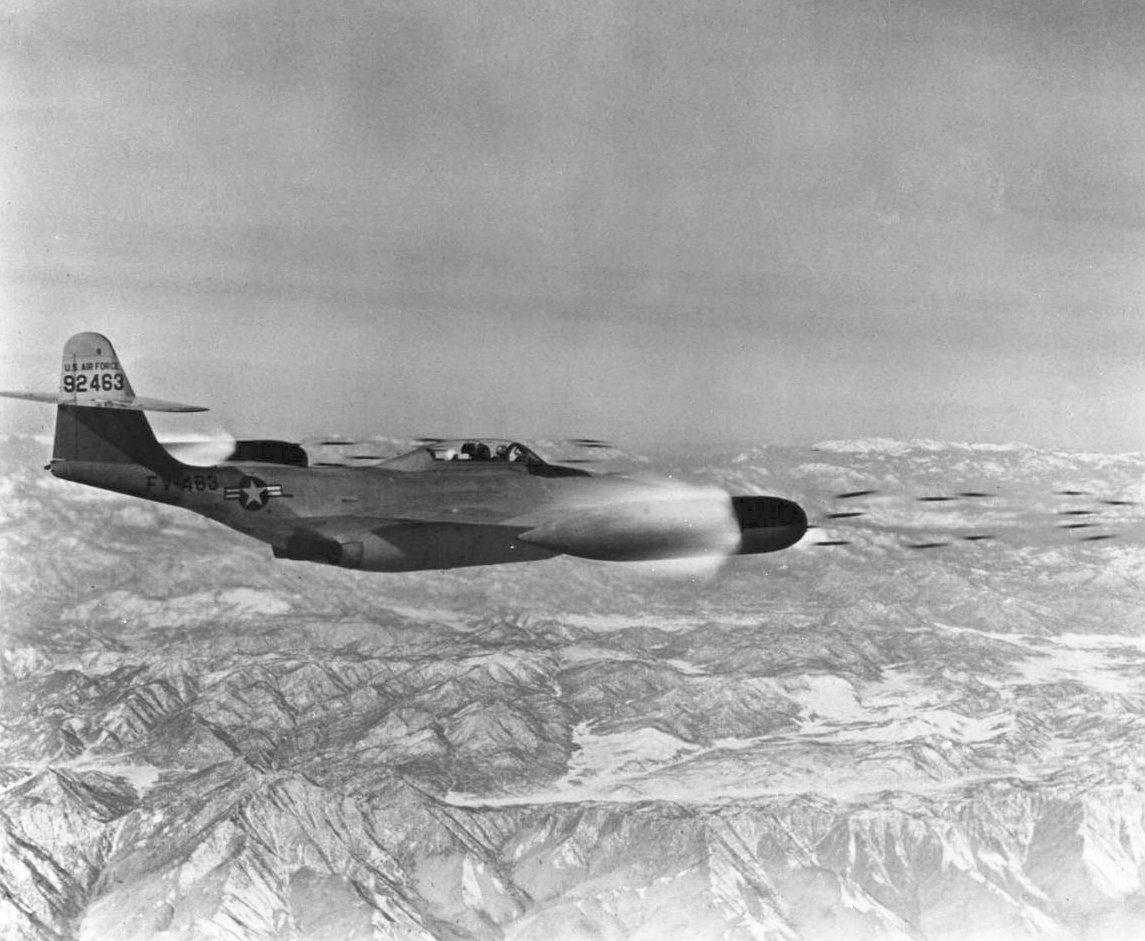
Mk4"マイティ・マウス"ロケット弾を射撃するF-89D戦闘機

戦闘機が燃料不足で帰投した頃、パームデールへと向かっていた無人機もまた燃料が切れ、エンジンが止まりかけていた。無人機はゆっくりと円を描きながら高度を下げ、パームデール地域空港から東に8マイル (13 km)離れた砂漠地帯に墜落した。この際、P通り（Avenue P）の未舗装区間に設置されていたサザンカリフォルニア・エジソン社の送電線を切断している。無人機の右翼は砂にめり込み、横転の後に大破した。1997年7月、考古学者らの調査中に残骸の一部が発見され、部品番号と検品スタンプから、この事件で墜落した無人機のものと確認された。
無人機が暴走した原因は、地上の送信機、もしくは航空機側の受信機の誤作動が原因だと考えられている。

## その後
この事件は地上に被害をもたらした。無人機の撃墜に用いられたMk4ロケット弾にはPD弾頭（point-detonating warhead）が取り付けられていた。208発発射されたロケット弾のうち、起爆せず発見されたのは15発のみだった。
最初に発射されたロケット弾はキャスティークから北東7マイル (11 km)に位置する雑木林で火災を引き起こし、ボーケー・キャニオンからほど近い旧リッジ・ルートを含む150エーカー (61 ha)が焼失した。
2回目の攻撃で発射されたロケット弾のいくつかは、ニューホールの街の近くに着弾した。プラセリタ・キャニオン（Placerita Canyon）では、1発のロケット弾が地面を跳ね回り、公園近くの複数箇所で火災を引き起こした。他の複数のロケット弾はインディアン・オイル社（Indian Oil Co.）の原油貯蔵所に火災を引き起こした。火災はバーマイト・パウダー社（Bermite Powder）の爆発物工場から300フィート (91 m)の地点まで及んでいた。そのほか、グレアソン山（Mount Gleason）近くのソルダッド・キャニオン付近でもロケットによる火災が起き、350エーカー (140 ha)以上の雑木林が焼失した。
最後の攻撃はパームデールの方向に向かって行われたので、多くのロケットが市街地に到達した。「無人機がパームデールのダウンタウンを通り過ぎると、マイティマウスが雹のように降り注いだ」（As the drone passed over Palmdale's downtown, Mighty Mouse rockets fell like hail.）、「東3番街に住むエドナ・カールソンによれば、空軍のロケットが炸裂した際の破片が家の正面の窓を割って飛び込み、天井で跳ね返り、壁を突き抜け、最後は台所の食器棚に飛び込んだ」（Edna Carlson, who lived in the home on Third Street East, said that a chunk of shrapnel from one Air Force rocket burst through the front window of her home, ricocheted off the ceiling, went through a wall and came to rest in a kitchen cupboard.）などと報じられた。東4番街（4th Street East）ではロケット弾の破片が多くの家やガレージを貫通していた。1発は西10番街（10th Street West）に近い州道138号線を走行中の自動車の目前に着弾し、破片がタイヤを切り裂いた上、車体を穴だらけにしていた。プラセリタ・キャニオンでは、作業用トラックの車内で食事を摂っていた2人の男が、木陰で休もうと離れた直後にロケット弾が着弾し、トラックを完全に破壊した。サンタクラリタ近くでは多数の火災が発生した。パームデール周辺では大規模な火災が3か所あったほか、小規模な火災も無数に起きていた。
対応のために500人の消防士が投入され、状況が安定するまでに2日間を要した。1,000エーカー (400 ha)が焼失した。死者はいなかった。